# Aleu (Ariège)
Aleu é uma comuna francesa na região administrativa de Occitânia, no departamento de Ariège.